# فلایینگ کلاد (کلیپر)
فلایینگ کلاد (کلیپر) (به انگلیسی: Flying Cloud (clipper)) یک کشتی است که طول آن 235 ft. می‌باشد. این کشتی در سال ۱۸۵۱ ساخته شد.